# Туваба ібн-Салама аль-Гудамі
Туваба ібн-Салама аль-Гудамі (*араб. ثوابة بن سلامة الجذامي‎‎, д/н —746) — валі Аль-Андалуса у 745—746 роках.

## Життєпис
Походив із сирійських арабів. Розпочав службу в Іфрикії в часи Куйсума ібн-Іяда аль-Касі, валі Іфрикії, у 741 році. Після цього брав участь у поході проти берберського повстання в Магрибі. Після поразки військ халіфа, врятувався у Сеуті.
742 року в складі військ Балджа ібн-Біхра перебрався до Аль-Андалуса. Вірно служив Балджу ібн-Біхру аль-Кушайрі та Талабу ібн-Саламу протягом 742—743 років. Після повалення останнього й заміни на Абу аль-Хаттар (був з єменських арабів).
У 745 році разом з Ас-Сумайла ібн-Хатім аль-Кілабі очолив повстання проти валі Абу аль-Хаттара, який став обмежувати права сирійських арабів. Переміг суперника у битві при Гваделеті. У серпні того ж року Туваба стає новим валі Аль-Андалуса. Втім фактично поділяв владу з Ас-Сумайлом. 
Протягом його каденції тривали конфлікти сирійців з сарацинами. Цим скористався Альфонсо I, король Астурії, який зумів захопити частину Кантабрії (область Алава). Правління було нетривалим — помер у жовтні 746 року.
Новим намісником Аль-Андалуса халіфом Марваном II було призначено Абд ар-Рахмана ібн-Катіра аль-Лахмі.